# جری بنگتسون
جری بنگتسون (انگلیسی: Jerry Bengtson؛ زادهٔ ۸ آوریل ۱۹۸۷) بازیکن فوتبال اهل هندوراس است که در پست مهاجم برای دپورتیوو المپیا و تیم ملی هندوراس بازی می‌کند.
وی در شهرآورد هشتاد و یکم تهران بین دو تیم استقلال و پرسپولیس بعد از پایان یافتن وقت قانونی در وقت‌های اضافه، در دقیقه (۹۶) گل مساوی را برای پرسپولیس به ثمر رساند و از باخت تیمش در این بازی حساس جلوگیری کرد.

## آمار ملی

### گل‌های ملی
| شماره | تاریخ           | میزبان        | بازی ملی | حریف                | نتیجه | رقابت                           |
| ----- | --------------- | ------------- | -------- | ------------------- | ----- | ------------------------------- |
| ۱     | ۹ فوریهٔ ۲۰۱۱    | لا سیبا       | ۸        | اکوادور             | ۱–۱   | دوستانه                         |
| ۲     | ۲۹ مه ۲۰۱۱      | هیوستون       | ۹        | السالوادور          | ۲–۲   | دوستانه                         |
| ۳     | ۱۰ ژوئن ۲۰۱۱    | میامی         | ۱۱       | گرنادا              | ۷–۱   | جام طلایی کونکاکاف ۲۰۱۱         |
| ۴     | ۱۰ ژوئن ۲۰۱۱    | میامی         | ۱۱       | گرنادا              | ۷–۱   | جام طلایی کونکاکاف ۲۰۱۱         |
| ۵     | ۱۸ ژوئن ۲۰۱۱    | رادرفورد شرقی | ۱۳       | کاستاریکا           | ۱–۱   | جام طلایی کونکاکاف ۲۰۱۱         |
| ۶     | ۱۱ اکتبر ۲۰۱۱   | لا سیبا       | ۱۹       | جامائیکا            | ۲–۱   | دوستانه                         |
| ۷     | ۱۴ نوامبر ۲۰۱۱  | سن پدرو سولا  | ۲۰       | صربستان             | ۲–۰   | دوستانه                         |
| ۸     | ۱۴ نوامبر ۲۰۱۱  | سن پدرو سولا  | ۲۰       | صربستان             | ۲–۰   | دوستانه                         |
| ۹     | ۷ سپتامبر ۲۰۱۲  | هاوانا        | ۲۳       | کوبا                | ۳–۰   | مقدماتی جام جهانی ۲۰۱۴          |
| ۱۰    | ۱۱ سپتامبر ۲۰۱۲ | سن پدرو سولا  | ۲۴       | کوبا                | ۱–۰   | مقدماتی جام جهانی ۲۰۱۴          |
| ۱۱    | ۱۶ اکتبر ۲۰۱۲   | سن پدرو سولا  | ۲۶       | کانادا              | ۸–۱   | مقدماتی جام جهانی ۲۰۱۴          |
| ۱۲    | ۱۶ اکتبر ۲۰۱۲   | سن پدرو سولا  | ۲۶       | کانادا              | ۸–۱   | مقدماتی جام جهانی ۲۰۱۴          |
| ۱۳    | ۱۶ اکتبر ۲۰۱۲   | سن پدرو سولا  | ۲۶       | کانادا              | ۸–۱   | مقدماتی جام جهانی ۲۰۱۴          |
| ۱۴    | ۱۸ ژانویهٔ ۲۰۱۳  | سن خوزه       | ۲۸       | السالوادور          | ۱–۱   | کوپا سنتروآمریکنا ۲۰۱۳          |
| ۱۵    | ۶ فوریهٔ ۲۰۱۳    | سن پدرو سولا  | ۳۲       | ایالات متحده آمریکا | ۲–۱   | مقدماتی جام جهانی ۲۰۱۴          |
| ۱۶    | ۲۲ مارس ۲۰۱۳    | سن پدرو سولا  | ۳۳       | مکزیک               | ۲–۲   | مقدماتی جام جهانی ۲۰۱۴          |
| ۱۷    | ۶ سپتامبر ۲۰۱۳  | مکزیکوسیتی    | ۳۶       | مکزیک               | ۲–۱   | مقدماتی جام جهانی ۲۰۱۴          |
| ۱۸    | ۱۱ اکتبر ۲۰۱۳   | سن پدرو سولا  | ۳۸       | کاستاریکا           | ۱–۰   | مقدماتی جام جهانی ۲۰۱۴          |
| ۱۹    | ۱۱ اکتبر ۲۰۱۳   | سن پدرو سولا  | ۴۱       | ونزوئلا             | ۲–۱   | دوستانه                         |
| ۲۰    | ۲۵ مارس ۲۰۱۵    | کاین          | ۴۸       | گویان فرانسه        | ۱–۳   | مقدماتی جام طلایی کونکاکاف ۲۰۱۵ |
| ۲۱    | ۸ اکتبر ۲۰۱۵    | سن پدرو سولا  | ۵۲       | گواتمالا            | ۱–۱   | دوستانه                         |
| ۲۲    | ۱۳ ژوئیهٔ ۲۰۲۱   | هیوستون       | ۶۰       | گرنادا              | ۴–۰   | جام طلایی کونکاکاف ۲۰۲۱         |
| ۲۳    | ۲ ژوئیهٔ ۲۰۲۳    | شارلوت        | ۶۹       | هائیتی              | ۲–۱   | جام طلایی کونکاکاف ۲۰۲۳         |

## افتخارات

### باشگاهی
- C.D. Motagua
  - قهرمان Torneo de Clausura - 11-2010
- ذوب‌آهن اصفهان
  - قهرمان سوپر جام فوتبال ایران ۱۳۹۵
- باشگاه فوتبال دپورتیوو ساپریسا
  - نایب قهرمان Primera División - Torneo Clausura 2018